# Лі Діксон
Лі Діксон (англ. Lee Dixon; нар. 17 березня 1964, Манчестер) — колишній англійський футболіст, що грав на позиції правого захисника.  Відомий, зокрема, виступами за лондонський «Арсенал», а також національну збірну Англії.

## Кар'єра
Будучи вболівальником клубу «Манчестер Сіті» в дитинстві, Лі Діксон у 1980 році почав займатися футболом в юнацькій команді «Бернлі», а у 1982 році підписав з клубом професійний контракт. Наступними командами Діксона стали «Честер Сіті» та «Бері». У 1986 році він перейшов у «Сток Сіті» за £50,000. У новій команді він справив гарне враження, граючи на позиції правого захисника у зв'язці з центрбеком Стівом Боулдом. Швидко застовбивши за собою місце в основі, Лі зіграв загалом у 50 матчах сезону 1986–87 і забив три голи. У сезоні 1987–88 захисник провів 38 матчів, забивши двічі. Успішна гра Діксона та Болда привернула увагу прем'єрлігового «Арсенала», і у 1988 році обидва захисники перейшли до лондонського клубу. За Лі Діксона віддали £765,000.
У наступному сезоні Лі Діксон не даремність свого переходу в «Арсенал» і разом з командою виборов свій перший чемпіонський титул. Ставши врешті головною ланкою захисту команди, Діксон за період перебування у клубі завоював чотири титули чемпіона Англії, три Кубка Англії, Кубок Ліги, три Суперкубка Англії, та Кубок володарів кубків УЄФА сезону 1993–94. Двічі він потрапляв у команду року за версією ПФА за підсумками сезонів 1989–90 та 1990–91. Завершення його виступів на професійному рівні збіглося із завоюванням «Арсеналом» дублю — другого у його кар'єрі та в історії клубу. За свою кар'єру захисник зіграв на 91 з 92 арен Футбольної Ліги — усіх крім «Крейвен Коттедж».
На міжнародному рівні за національну збірну Англії Лі Діксон провів 22 матчі та забив один гол.

## Титули і досягнення
- Чемпіонат Англії
  - Чемпіон (4): 1988-89, 1990-91, 1997-98, 2001-02
  - Срібний призер (3): 1998–99, 1999–2000, 2000–01
- Кубок Англії
  - Володар (3): 1992-93, 1997-98, 2001-02
  - Фіналіст (1): 2000-01
- Кубок Футбольної ліги
  - Володар (1): 1992-93
- Суперкубок Англії
  - Володар (3): 1991, 1998, 1999
- Кубок володарів кубків
  - Володар (1): 1993–94
  - Фіналіст (1): 1994–95
- Кубок УЄФА
  - Фіналіст (1): 1999–00